# J.-H. Rosny aîné

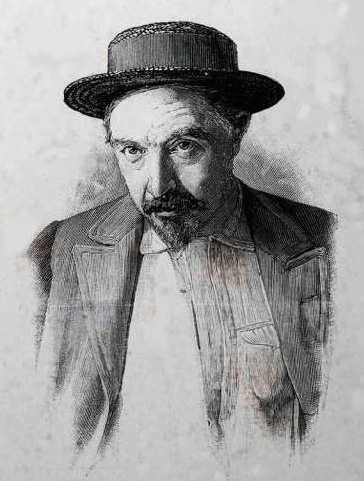
J.-H. Rosny aîné im Jahre 1896

J.-H. Rosny aîné (eigentlich Joseph Henri Honoré Boex; * 17. Februar 1856 in Brüssel; † 11. Februar 1940 in Paris) war ein belgisch-französischer Schriftsteller, der als einer der Begründer der modernen Science-Fiction gilt. Boex schrieb zunächst gemeinsam mit seinem jüngeren Bruder Séraphin Justin François Boex unter dem Pseudonym J.-H. Rosny. Nach dem Ende ihrer Zusammenarbeit verwendete Joseph Boex das Pseudonym „Rosny aîné“ (Rosny der Ältere), während sein Bruder als „Rosny jeune“ (Rosny der Jüngere) auftrat.

## Leben
Ab 1896 lebte Boex in Paris, wo er sich mit der Familie Goncourt und mit Alphonse Daudet anfreundete. Er und sein Bruder waren 1903 Mitglieder der ersten Jury zur Vergabe des Prix Goncourt. Rosny Aîné wurde 1926 Präsident der Académie Goncourt. 1940 starb er in Paris.

## Leistungen
J.-H. Rosny aîné zählt zu den Begründern der modernen Science-Fiction und wird gelegentlich auch, da er noch vor H. G. Wells aktiv war, als deren erster Vertreter bezeichnet. Er prägte das Wort astronautique für das Wissenschaftsfeld der Astronautik sowie das Wort l’astronaute (Astronaut), eine Bezeichnung für Raumfahrer, die sich in den USA und Westeuropa durchgesetzt hat.
Von besonderer Bedeutung ist seine Erzählung Les Xipéhuz (1887), in der primitive Menschen auf außerirdische Lebewesen stoßen, mit denen keinerlei Kommunikation möglich ist. Die Menschen besiegen die Eindringlinge schließlich im Kampf, der Chronist bedauert jedoch den Mord am fremden Leben. Bemerkenswert ist die Abwendung vom Anthropomorphismus in der Darstellung außerirdischen Lebens, die Beschreibung von Phänomenen außerhalb des menschlichen Fassungsvermögens, die auch für viele andere Werke Rosnys charakteristisch ist.
Ein weiteres Beispiel dafür ist die Erzählung La Mort de la Terre (1910). Hier leben die letzten Menschen auf einer fast völlig ausgetrockneten Erde, auf der sich eine neue Form des Lebens zu entwickeln beginnt, die eisenbasierten ferromagnétaux, die die Erde nach dem Aussterben der Menschheit bevölkern werden.
Auch in Werken, deren Schauplatz die Erde ist, wie wir sie kennen, beschäftigt sich Rosny aîné mit Erscheinungen, die uns umgeben und doch die Wahrnehmung und das Wissen des Menschen übersteigen, etwa in Un autre monde (1895). Diese Erzählung beschreibt das Leben eines mit außergewöhnlichen Fähigkeiten ausgestatteten Menschen, der Wesenheiten wahrnehmen kann, die unbemerkt den Lebensraum mit den Menschen teilen.
Sein Roman La Guerre du Feu (1909) bildete die Vorlage zum Film Am Anfang war das Feuer (1981).
Der seit 1980 jährlich verliehene Science-Fiction-Literaturpreis Prix Rosny aîné ist nach ihm benannt.

## Bibliografie
Romane
- Eyrimah (1893)
- Tabubu : Conte égyptien (1893)
- Le jardin de May (1895)
- La guerre du feu (1909)
  - Deutsch: Der Kampf um das Feuer. Übersetzt von Anna Affolter. Benziger, Zürich & Köln 1963. Auch als: 	Am Anfang war das Feuer. Ueberreuter, Heidelberg & Wien 1983, ISBN 3-8000-2231-1. Neuausgabe: Fantasy Productions, Erkrath 2005, ISBN 3-89064-525-9.
- La force mystérieuse (1913)
- L’énigme de Givreuse (1917)
- Le félin géant (1918)
- L’étonnant voyage de Hareton Ironcastle (1922)
- Helgvor du Fleuve Bleu (1931)

Kurzgeschichten und Novellen
- L’immolation (1887)
- La sorcière (1887)
- Les Xipéhuz (1887)
  - Deutsch: Die Xipehuz. In: William Matheson (Hrsg.): Die besten klassischen Science-Fiction-Geschichten. Diogenes (detebe #21049), 1983, ISBN 3-257-21049-3.
- Le cataclysme (1888)
- Le hanneton (1888)
  - Deutsch: Der Maikäfer. In: Gerhard Lindenstruth, Robert N. Bloch (Hrsg.): Arcana, 20. Lindenstruth, 2015.
- La légende sceptique (1889)
- Vamireh (1892)
- Nymphée (1893)
- La mangeuse d’hommes (1894)
- Le jardin de Mary (1895)
- Un autre monde (1895)
- La contrée prodigieuse des cavernes (1896)
- Les profondeurs de Kyamo (1896)
- Nomai (1897)
- Le voyage (1900)
  - Deutsch: Die Expedition. In: Olaf R. Spittel, Erik Simon (Hrsg.): Der Traumfabrikant: Geschichten von erstaunlichen Erfindungen und phantastischen Abenteuern. Das Neue Berlin (Klassische Science-fiction-Geschichten), 1985.
- L’épave (1903)
- La mort de la Terre (1910)
  - Deutsch: Der Tod der Erde. In: Erik Simon, Olaf R. Spittel (Hrsg.): Duell im 25. Jahrhundert: Geschichten von glücklichen Welten und kommenden Zeiten. Das Neue Berlin (Klassische Science-fiction-Geschichten), 1987, ISBN 3-360-00083-8.
- La grande énigme (1920)
- La jeune vampire (1920)
- Le trésor dans la neige (1922)
- L’assassin surnaturel (1924)
- La jeune sorcière (1924)
- Les navigateurs de l’infini (1925)
  - Deutsch: Fahrt durch die Unendlichkeit. In: Erik Simon, Olaf R. Spittel (Hrsg.): Fahrt durch die Unendlichkeit: Geschichten von ungewöhnlichen Reisen und fremden Planeten. Das Neue Berlin (Klassische Science-fiction-Geschichten), 1988, ISBN 3-360-00184-2.
- Les hommes sangliers (1929)
- Les compagnons de l’univers (1934)
- La sauvage aventure (1935)
- Dans le monde des variants (1939)
- Les astronautes (1960)
- La force mystérieuse (1961)
  - Deutsch: Die geheimnisvolle Kraft. Übersetzt von Alfons von Czibulka. Mit 20 Zeichnungen von Fritz Wittlinger. Drei Masken Verlag, München 1922.